# Aeroporto di Phaplu
L'aeroporto di Phaplu (IATA: PPL, ICAO: VNPL) è un aeroporto nepalese che serve la cittadina di Phaplu. (anche nota come Phaphlu) nel distretto di Solukhumbu, in Nepal.

## Struttura
L'aeroporto è situato ad un'altitudine di 2 413 m s.l.m. Dispone di una pista in asfalto lunga 671 m. L'Autorità per l'Aviazione civile del Nepal ha investito considerevolmente per la ristrutturazione e il miglioramento delle infrastrutture e del terminal. Ciononostante, complice l'altitudine che riduce l'efficienza dei motori e la pista corta, lo scalo è da considerarsi pericoloso.

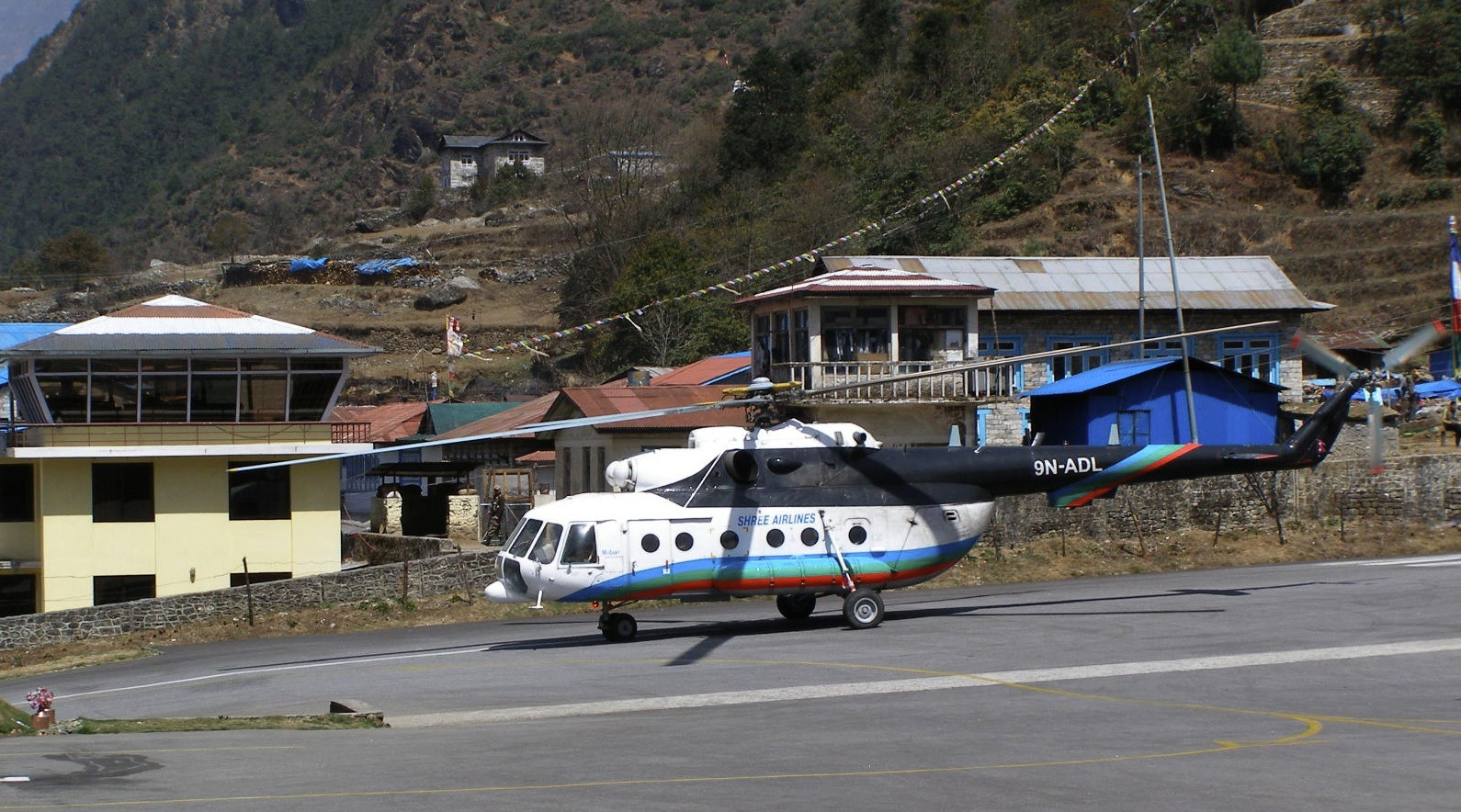
Un elicottero Mil Mi-17 in partenza alla volta dell'aviosuperficie di Sangboche, dietro a sinistra l'unità AFIS.